# Giovanni Scatturin
Giovanni Scatturin (Venezia, 1º febbraio 1893 – Rosario, 11 ottobre 1951) è stato un canottiere italiano, medaglia d'oro nel due con di Canottaggio ai Giochi olimpici di Anversa 1920, argento quattro anni dopo a Parigi 1924, sempre in coppia con Ercole Olgeni ( i timonieri furono, rispettivamente, Guido De Filip e Gino Sopracordevole).

## Carriera
Giovanni Scatturin era atleta della Reale Società Canottieri Bucintoro. La sua carriera internazionale comincia con la medaglia d'argento nell'otto agli Europei del 1910. La consacrazione avviene pero' dopo la lunga pausa successiva agli eventi bellici della prima guerra mondiale, quando Scatturin (in coppia con Ercole Olgeni conquista la prima medaglia d'oro olimpica del canottaggio italiano alle Olimpiadi di  Anversa del 1920. Agli Europei del 1923 Scatturin gareggia in coppa con Giuseppe Tassan, conquistando la medaglia d'argento. La coppia con Ercole Olgeni si ricostituisce nel 1924 portando i due atleti in quell'anno alla conquista della medaglia d'argento alle Olimpiadi di Parigi e della medaglia di bronzo agli Europei di Zurigo. 

## Palmarès
| Anno | Manifestazione  | Sede    | Evento  | Risultato |
| ---- | --------------- | ------- | ------- | --------- |
| 1920 | Giochi olimpici | Anversa | Due con | Oro       |
| 1924 | Giochi olimpici | Parigi  | Due con | Argento   |